# Timothy Mitchell
Timothy Mitchell est un politologue britannique. Il est professeur d'études moyen-orientales à l'Université Columbia.  Il était auparavant professeur de science politique à l'Université de New York.

## Biographie
Timothy Mitchell obtient un Bachelor of Arts à l'Université de Cambridge en 1977 puis un doctorat à l'Université de Princeton en 1984. Il est un expert en économie de l'Égypte moderne, ainsi que sur les questions liées à l'après-colonialisme.
Il est marié à l'anthropologue Lila Abu-Lughod.

### En anglais
- Colonising Egypt : With a New Preface, University of California Press, 1991, 230 p. (ISBN 978-0-520-07568-9, lire en ligne)
- Questions Of Modernity, University of Minnesota Press, 2000, 240 p. (ISBN 978-0-8166-3134-6, lire en ligne)
- Rule of Experts : Egypt, Techno-Politics, Modernity, University of California Press, 2002, 423 p. (ISBN 978-0-520-23262-4, lire en ligne)
- Carbon Democracy : Political Power in the Age of Oil, Verso, 2011, 288 p. (ISBN 978-1-84467-745-0, lire en ligne)

### Traduction en français
- Petrocratia : La démocratie à l'âge du carbone  (trad. de l'anglais), Alfortville, Éditions è®e, 2011, 128 p. (ISBN 978-2-915453-81-2)
- Carbon Democracy : Le pouvoir politique à l'ère du pétrole [« Carbon Democracy:Political Power in the Age of Oil »]  (trad. de l'anglais), Paris, La Découverte, 2013, 330 p. (ISBN 978-2-7071-7489-5)